# Ana Betancourt
Ana Betancourt (Camagüey, 14 de dezembro de 1832 - Madrid, 7 de fevereiro de 1901) foi uma feminista e revolucionária cubana, que lutou contra a Espanha para a independência de Cuba.

## Biografia
Ana Betancourt de Mora nasceu em 14 de dezembro de 1832, em Camagüey, (antiga Porto Príncipe), em Cuba. Filha de Ángela Agramonte e Aróstegui; e Diego Betancourt, casal proeminente da região. Foi educada por seus pais para ser uma esposa do lar, como era o costume na época. Casou-se em 17 de agosto de 1854 com Ignacio Mora. Seu marido a incentivou a estudar, e Betancourt aprendeu inglês, francês, gramática e história.
Em 1868, Ignacio foi para a guerra, se juntar a luta rebelde a favor da independência de Cuba sob o domínio espanhol. Betancourt permaneceu em Camagüey, recebendo em sua casa rebeldes perseguidos, armas e alimentos para a rebelião. Também passou a escrever panfletos contra a Espanha e a distribuí-los pela cidade. Devido a sua participação na luta da independência, Betancourt foi nomeada agente do Comitê Revolucionário de Camagüey. Foi expedido um mandato de prisão para ela, e Betancourt fugiu para as montanhas de Cuba Libre, se juntando ao seu marido.
Em 1869, ocorreu a primeira Assembleia Constituinte da República de Cuba. Betancourt fez um abaixo-assinado para apresentar na Câmara dos Deputados, reivindicando liberdade às mulheres cubanas, que eram marginalizadas ao trabalho doméstico. Na defesa aos direitos das mulheres, Betancourt discursou na Assembleia de Guáimaroː "A mulher no canto escuro e silencioso da casa esperou pacientemente e resignou-se por esta bela hora, quando uma nova revolução lhe quebra o jugo e desamarra-lhe as asas. Aqui tudo era escravo: o berço, a cor, o sexo. Você quer destruir a escravidão do berço lutando até a morte. Você destruiu a escravidão da cor ao emancipar o servo. Chegou a hora de libertar as mulheres."
Em 1871, Betancourt e seu marido se refugiaram na fazenda Rosalía del Chorrillo, E em 9 de julho, o exército espanhol descobriu o esconderijo. Ignacio fugiu, a pedido de Betancourt, que acabou sendo capturada e amarrada em uma árvore por 3 meses, para forçar o seu marido a se render. Betancourt conseguiu fugir em uma noite e foi para o México, depois Estado Unidos, Jamaica e El Salvador. Em 5 de outubro de 1875, Ignacio foi capturado e executado pelo exército espanhol. Durante o Pacto de Zanjón, Betancourt retornou à Cuba, e em 1889, foi novamente exilada e foi morar em Madrid com uma irmã.

Morreu de broncopneumonia no dia 7 de fevereiro de 1901, em Madrid. Seus restos mortais foram transferidos para Cuba em 1968, e em 1982, foram transferidos para um mausoléu construído em sua homenagem, no município de Guáimaro.